# Tonari no 801-chan
Tonari no 801-chan (となりの801ちゃん?, Tonari no Yaoi-chan, lett. "Il mio vicino Yaoi-chan") è un manga yonkoma scritto e illustrato da Ajiko Kojima. La storia è incentrata sulla relazione tra un ragazzo otaku chiamato Il Tibet e la sua ragazza, una fujoshi ossessionata dallo yaoi; fissazione questa che si manifesta come un piccolo mostro peloso verde che appare ogni qualvolta lei venga attratta da qualche immagine o racconto ispirato ad una storia d'amore tra maschi. Il fumetto ha debuttato il 18 aprile 2006 sul blog Internet dell'autrice, mentre a partire da dicembre 2006 Ohzora Publishing ha iniziato la pubblicazione dei volumi tankōbon. Ad aprile 2009 la casa editrice ha iniziato la serializzazione dei capitoli del manga sulla rivista Romance Tiara.
Dall'opera è stato tratto un manga shōjo di Jin intitolato Tonari no 801-chan: Fujoshiteki kōkō seikatsu (となりの801ちゃん～腐女子的♥高校生活～?) nel 2007 e uno spin-off scritto da Jun Minamikata intitolato 801-shiki chūgakusei nikki: Tonari no Hina-chan (801式☆中学生日記～となりのひなちゃん～?) nel 2009. Un film live action è stato prodotto nel 2007 con Kōji Seto chiamato ad interpretare la parte del protagonista maschile, ed un drama CD l'anno seguente. Un adattamento anime prodotto da Kyoto Animation è stato annunciato per la messa in onda in Giappone nel 2009, ma poi è stato improvvisamente annullato.

## Trama
La storia viene narrata in prima persona dal personaggio maschile, Il Tibet (チベット?, Chibetto), altrimenti noto come Tibe-kun (チベ君?, Chibe-kun), dipendente ventottenne d'una società finanziaria e fidanzato con Yaoi-chan (801ちゃん?), una ragazza ventiduenne appassionata di storie e trame che raccontano relazioni sentimentali omosessuali maschili. Il giovane uomo, un otaku, l'ha conosciuta ed è entrato inizialmente in contatto con lei su Internet: quando alla ragazza prende la smania appassionata allo yaoi, ecco che un piccolo mostriciattolo verdognolo e peloso appare uscendo da una cerniera posta sulla sua schiena; egli è la manifestazione della sua ossessione.

## Creazione e sviluppo
Il mostriciattolo verde presente nella storia è in realtà la mascotte d'un famoso centro commerciale di Kyoto chiamato Misono Bridge801 a causa dei suoi 800m totali di lunghezza; la mascotte è stata ideata da uno studente dell'università Seika. Dal momento che i numeri 8-0-1 possono anche essere letti in giapponese come YA-O-I, il tutto divenne ben presto un fenomeno conosciuto e pubblicizzato sulla rete: questo ha portato la mascotte all'attenzione del blogger Ajiko Kojima il quale, dopo averne leggermente modificato l'aspetto l'ha utilizzato come base per il suo nuovo fumetto prodotto direttamente via web.

## Media

### Manga spin-off
Nel remake Tonari no 801-chan: Fujoshiteki kōkō seikatsu la storia inizia con l'adolescente Rei Hoshino (星野 れい?, Hoshino Rei), una fujoshi che ha un particolare interesse per la versione filmica della realtà della vita, proprio come fosse un film in 3D. Un giorno incontra Kei Akai (赤井 彗?, Akai Kei) un ragazzo studente di un'altra scuola e subito se ne sente fortemente attratta. Al fine di poter entrare nel suo stesso liceo, Rei chiede aiuto al suo amico d'infanzia Shota (神湯 正太郎?, Kamiyu Shōtarō) il quale l'aiuta negli studi per il suo esame d'ammissione, oltre che nella dieta in modo da diventare più carina ed attraente agli occhi del bel Kei. Tutto sembra procedere secondo i piani, fino a quando l'intrigante Luna (黒月 ルナ?, Kurotsuki Runa) inizia a frequentare la loro stessa scuola e a rendere la vita difficile a Rei, la quale comincia a trovare difficoltà anche solo nell'avvicinarsi a Kei.

### Film
La rivisitazione live action della vicenda è stata messa in pellicola nel 2007; il film di circa 60 minuti è interpretato da Sō Hirosawa nella parte di Yaoi-chan e Kōji Seto come Il Tibet e l'autore del manga originale partecipa con un piccolo cameo.

### Anime
Un adattamento anime basato sul manga è stato progettato per essere prodotto dalla Kyoto Animation e trasmesso sul canale TBS per iniziare la messa in onda in Giappone nel 2009, ma poi è stato improvvisamente annullato. Tuttavia, una sigla d'apertura anime della durata di 90 secondi, intitolata Tonari no 801-chan R (となりの801ちゃんR?, Tonari no Yaoi-chan R), è stata prodotta dalla A-1 Pictures e diretta da Yutaka Yamamoto, è stata distribuita con il quarto volume del manga pubblicato il 10 settembre 2009.